# امریکن ایگل (شرکت هواپیمایی)
امریکن ایگل (به انگلیسی: American Eagle) برند شرکت هواپیمایی امریکن ایرلاینز است که در تاریخ ۱۹۸۴ میلادی تأسیس شد.
دفتر مرکزی امریکن ایگل در فورت وورث، تگزاس واقع شده‌است و قطب این شرکت هواپیمایی در فرودگاه بین‌المللی دالاس-فورت ورث قرار دارد و به ۲۴۲ مقصد، پرواز مستقیم انجام می‌دهد.